# Attraction (série télévisée)
Pour les articles homonymes, voir Attraction.
Production
Diffusion
Attraction est une mini-série télévisée belge réalisée par Indra Siera d'après un scénario de Barbara Abel et Sophia Perié, et diffusée pour la première fois en Belgique à partir du 2 avril 2023 sur La Une et en France à partir du 2 mai 2024 sur TF1.
Ce thriller est une coproduction de la société de production Les Gens (division francophone de la maison de production flamande De Mensen), de la RTBF (télévision belge), de Proximus et du Gallop Tax shelter, réalisée avec la participation de TF1, de la Région de Bruxelles-Capitale, de Wallimage et de Newen Connect ainsi que le soutien du Fonds Fédération Wallonie-Bruxelles - RTBF pour les séries belges et du Tax shelter du gouvernement fédéral de Belgique,.
La série a obtenu le Prix de la meilleure fiction francophone étrangère au Festival de la fiction TV de La Rochelle 2022.

## Synopsis
Agathe et son mari Fred vivent heureux après 15 ans de mariage. Mais un jour, une femme se pend avec un câble de PC dans l'hôtel où Fred logeait pour le travail : Agathe se demande si Fred est un meurtrier car son câble de PC était abîmé et est maintenant flambant neuf. Agathe remarque ensuite une blessure dans le dos de son mari. Puis elle trouve sur le mur du bureau de Fred une carte du monde où ses déplacements professionnels sont représentés par des smileys mais elle remarque que de nombreux smileys sont à l'envers. Ses vérifications dans l'agenda de Fred et sur internet laissent peu de place au doute : chaque smiley la tête à l'envers correspond à une femme retrouvée pendue. Agathe réalise que son mari est un tueur en série et elle décide de fuir avec ses enfants Louise et Mathias. Mais Louise prévient Fred, qui retrouve et séquestre Agathe.

## Distribution
- Laura Sépul : Agathe
- Lannick Gautry : Fred
- Keane Simons : Louise
- Félicien Chardome : Mathias
- Hélène Theunissen : la mère d'Agathe
- Laura van Maaren : Laure, la mère de Mathias
- Babetida Sadjo : la capitaine Esther Verhaert
- David Quertigniez : Daniel Berthier
- Geert Van Rampelberg : le procureur Olivier Mauve
- Fabrice Boutique : le détective Giono
- Hadja Lahbib : la présidente du tribunal
- Daniel Latour : Maître Étienne Chavot
- Kathy Grosjean : Diane Dubreuil
- Karim Barras : Philippe Dubreuil

## Production

### Genèse et développement
La série est créée et écrite par la romancière Barbara Abel et la scénariste Sophia Perié.
Comme le souligne Télé-Loisirs, « L'idée de départ vient de la productrice de la fiction, Catherine Burniaux. Son mari voyage beaucoup pour son travail et dort toujours dans des hôtels de la même chaîne avec les mêmes décors qu'elle voit lors de leurs appels en visio. Un jour, elle s'est donc dit qu'il pourrait être n'importe où et faire n'importe quoi, et elle n'en saurait rien du tout ».

### Attribution des rôles
Lannick Gautry explique ainsi comment il est arrivé dans la série : « J'ai reçu le scénario et j'ai adoré. Parce que j'aime ce genre de structures narratives, je suis un fan de Columbo où le spectateur a toujours un coup d'avance ». À Sudinfo qui lui fait remarquer qu'on a l'impression qu'il joue de plus en plus les salauds, il répond : « C'est vrai… Cette année, on me l'a fait remarquer. Je me dis que peut-être je suis plus inquiétant en vieillissant ! ».
À Pure Médias qui lui demande pourquoi il a accepté de tenir l'un des rôles principaux dans la série belge Attraction, Lannick Gautry répond : « Le fait qu'elle soit belge n'avait aucune incidence. J'ai accepté avec grand plaisir et avec beaucoup d'enthousiasme parce que j'ai trouvé le scénario magnifique tout simplement ». Quand Pure Médias lui fait remarquer que, pour une fois, il n'incarne pas un policier mais celui qui est traqué, l'acteur répond : « Ça fait du bien de se mettre un peu de l'autre côté parce que je n'ai pas envie de devenir le sempiternel keuf de la télé française. Au-delà de ça, le personnage était quand même puissant et c'est une vraie mise en danger pour moi. Je me suis dit : il va falloir que je sois crédible là-dedans ».
Le rôle d'Agathe est tenu par Laura Sépul, une actrice belge que l'on a pu voir notamment dans OSS 117 : Alerte rouge en Afrique noire ou encore dans la série belge Quartier des Banques : « J'ai été véritablement saisie par l'écriture. On a envie de savoir ce qu'il va se passer tout le temps. C'est la patte de la romancière Barbara Abel et de la scénariste Sophia Perié qui ont imaginé cette histoire ».
Geert Van Rampelberg, le mari à la ville de Laura Sépul, a bien failli jouer le rôle de Fred à la place de Lannick Gautry. Laura Sépul explique à Télé-Loisirs : « Au tout début, il a été question que ce soit lui. Mais après lecture, on a tous les deux décidé que ce ne serait pas une bonne idée de jouer ça ensemble. Mais il joue le juge d'instruction ». De plus, l'actrice précise que « lorsque TF1 est entré dans la production, ils ont opté pour un acteur français pour le rôle de Fred. Au final, il joue le juge d’instruction et c'est très bien comme ça. Je pense que ça aurait été particulier pour nous de tourner des scènes très intenses la journée et de rentrer le soir comme si de rien n'était ».

### Tournage
Le tournage de la série commence le 7 mars 2022.
Lannick Gautry précise à Télé-Loisirs que les scènes de violence entre Fred et Agathe ont été très difficiles à tourner : « Dans la vie, je suis un agneau. Mais j'avais une partenaire exceptionnelle, Laura Sépul, qui a une façon d'incarner vraie et généreuse. Sur le tournage, je m'excusais souvent. Elle me répondait : "Mais non, vas-y !" ».
Laura Sépul avoue :  « C'était un tournage très éprouvant, car il y avait de sacrés morceaux à jouer. Mais il y avait une vraie bienveillance sur le plateau. On a beaucoup répété en amont. J'en suis sortie très fatiguée, mais si on veut parler correctement des violences faites aux femmes, on est obligé de s'impliquer. On ne peut pas être lisse ». « J'avais un peu peur des scènes physiques. Ce n'était pas évident. En général, j'avais une doublure pour les scènes de coups. On a beaucoup travaillé en amont avec des cascadeurs et le régleur Olivier Bisback », qui a notamment été doublure de Jean-Claude Van Damme, comme le précise Télé-Loisirs.
L'actrice explique qu'il y a quelque chose qu'elle fait dans tous ses rôles pour se protéger : « Je demande aux maquilleuses de rajouter un faux grain de beauté dans le visage de mes personnages. À partir du moment où je l'efface, c'est Laura qui est là ».

### Fiche technique
Sauf indication contraire, les informations mentionnées dans cette section peuvent être confirmées par les bases de données cinématographiques IMDb et Allociné,  présentes dans la section « Liens externes ».
- Titre français : Attraction
- Réalisation : Indra Siera
- Scénario : Barbara Abel, Julien Grass-Payen, Sophia Perié et Gilles de Voghel
- Production : Catherine Burniaux et Christophe Toulemonde
- Sociétés de production : Les Gens, RTBF, Proximus et Gallop Tax shelter
- Musique : Yves Gourmeur
- Décors : Patrick Dechesne et Alain-Pascal Housiaux
- Costumes : Sabine Zappitelli
- Photographie : Gerd Schelfhout
- Son : Elsa Ruhlmann
- Montage : Steven Sanders
- Maquillage : Élodie Liénard
- Casting : Kadija Leclere
- Pays de production :  Belgique
- Langue originale : français
- Format : couleur
- Genre : drame, thriller
- Nombre de saisons : 1
- Nombre d'épisodes : 6
- Durée : 52 minutes
- Dates de première diffusion :
  - Belgique : 2 avril 2023 sur La Une
  - France : 2 mai 2024 sur TF1[11],[12]

## Épisodes
1. Le doute
2. Le piège
3. L'aveu
4. La cage
5. Le sacrifice
6. Le jugement

## Accueil

### Distinction
Le 17 septembre 2022, le jury du Festival de la fiction TV de La Rochelle 2022, présidé par la comédienne Sandrine Bonnaire, décerne le Prix de la meilleure fiction francophone étrangère à la série Attraction,,,,.

### Audiences et diffusion

#### En Belgique
En Belgique, la série est diffusée le dimanche vers 20 h 50 sur La Une par salve de deux épisodes du 2 au 16 avril 2023.
| Épisode              | Diffusion              | Diffusion            | Audience moyenne          | Audience moyenne | Réf.   |
| Épisode              | Jour                   | Horaire              | Nombre de téléspectateurs | Classement       | Réf.   |
| -------------------- | ---------------------- | -------------------- | ------------------------- | ---------------- | ------ |
| 1                    | Dimanche 2 avril 2023  | 20:50 - 21:50        | 242 228                   | 2e               | [ 17 ] |
| 2                    | Dimanche 2 avril 2023  | 21:50 - 22:50        | 242 228                   | 2e               | [ 17 ] |
| 3                    | Dimanche 9 avril 2023  | 20:50 - 21:50        | 203 855                   | 2e               | [ 18 ] |
| 4                    | Dimanche 9 avril 2023  | 21:50 - 22:50        | 203 855                   | 2e               | [ 18 ] |
| 5                    | Dimanche 16 avril 2023 | 20:50 - 21:50        | 178 114                   | 2e               | [ 19 ] |
| 6                    | Dimanche 16 avril 2023 | 21:50 - 22:50        | 178 114                   | 2e               | [ 19 ] |
|                      |                        |                      |                           |                  |        |
| Moyenne de la saison | Moyenne de la saison   | Moyenne de la saison | 208 066                   | 2e               |        |

- Les plus hauts chiffres d'audience
- Les plus bas chiffres d'audience

#### En France
En France, la série est diffusée le jeudi vers 21 h 10 sur TF1 à raison de deux épisodes le 2 mai et de quatre dans la nuit du 9 au 10 mai 2024, de façon à céder la place à la nouvelle saison de HPI dès le 16 mai.
| Épisode              | Diffusion            | Diffusion         | Audience moyenne          | Audience moyenne                       | Audience moyenne | Réf.   |
| Épisode              | Jour                 | Horaire           | Nombre de téléspectateurs | Part de marché (sur les 4 ans et plus) | Classement       | Réf.   |
| -------------------- | -------------------- | ----------------- | ------------------------- | -------------------------------------- | ---------------- | ------ |
| 1                    | Jeudi 2 mai 2024     | 21 h 10 - 22 h 05 | 3 340 000                 | 16,1 %                                 | 1er              | [ 21 ] |
| 2                    | Jeudi 2 mai 2024     | 22 h 05 - 23 h 10 | 2 740 000                 | 15,6 %                                 | 1er              | [ 21 ] |
| 3                    | Jeudi 9 mai 2024     | 21 h 10 - 22 h 10 | 2 100 000                 | 11,1 %                                 | 3e               | [ 22 ] |
| 4                    | Jeudi 9 mai 2024     | 22 h 10 - 23 h 15 | 2 100 000                 | 11,1 %                                 | 3e               | [ 22 ] |
| 5                    | Jeudi 9 mai 2024     | 23 h 15 - 00 h 20 | 2 100 000                 | 11,1 %                                 | 3e               | [ 22 ] |
| 6                    | Vendredi 10 mai 2024 | 00 h 20 - 01 h 25 | 2 010 000                 | 12,9 %                                 | 3e               | [ 22 ] |
|                      |                      |                   |                           |                                        |                  |        |
| Moyenne de la saison |                      |                   |                           |                                        |                  |        |

- Les plus hauts chiffres d'audience
- Les plus bas chiffres d'audience

### Accueil critique
Pour Lucie Reeb, du site Allociné, « Attraction est un thriller familial prenant qui n'a pas peur de jouer avec les apparences. Les détails troublants sont savamment distillés pour installer l'angoisse de manière progressive. Les six épisodes sont rythmés par de nombreux rebondissements qui ne cessent de prendre le téléspectateur par surprise pour mieux le déstabiliser. Si le scénario brille par ses retournements de situation inattendu, c'est surtout sa distribution sans faute qui permet de confirmer l'essai. Laura Sépul, que nous avons notamment pu voir dans OSS 117 : Alerte rouge en Afrique noire ou encore la série belge Quartier des Banques, donne avec beaucoup de justesse et de sensibilité vie au personnage d'Agathe […] De son côté, Lannick Gautry convainc dans la peau de cet homme inquiétant et un peu sadique qui semble cacher de nombreux secrets. Le duo fonctionne avec brio et permet de donner une autre dimension à la fiction  […] Attraction est un thriller prenant qui devrait vous tenir en haleine jusqu'à l'épisode final ».
Pour Claire Lavarenne, de Télé-Loisirs, « La qualité de la mini-série Attraction, au budget plutôt modeste, ne fait aucun doute. Le jury du Festival de la fiction de La Rochelle ne s'y était d'ailleurs pas trompé en lui décernant le prix de la meilleure fiction francophone étrangère en 2023. Outre une intrigue prenante aux rebondissements en cascade, Attraction s'appuie aussi sur de solides performances d'acteurs dans les premiers comme les seconds rôles. À l'instar de Laura Sépul, époustouflante de justesse dans un personnage de femme à la fois forte et fragilisée. N'hésitez pas à vous lancer dans cette mini-série, mais attention aux âmes sensibles ! ».